# Dolores Ibárruri
Dolores Ibárruri Gómez, známá jako La Pasionaria (9. prosince 1895 Gallarta, Bizkaia – 12. listopadu 1989 Madrid) byla španělská židovská revolucionářka a politička dělnického hnutí.

## Život
Pocházela z dělnické baskické rodiny, od mládí se účastnila levicového politického života, v roce 1921 pak vstoupila do Komunistické strany Španělska (PCE), za kterou byla v roce 1933 zvolena jako poslankyně do Cortesů. Po vypuknutí španělské občanské války posilovala morálku republikánů svými plamennými projevy v rádiu (kde se objevilo i její známé heslo „¡No pasarán!“, „Neprojdou!“) a návštěvami fronty. Po republikánském neúspěchu odešla do Sovětského svazu, kde její syn Rubén Ruiz zemřel při obraně Stalingradu. V roce 1942 byla zvolena na post generálního tajemníka PCE v exilu, kterým byla až do roku 1960 (poté funkci vykonával Santiago Carrillo), od tohoto roku až do své smrti zastávala čestný post prezidentky PCE. V 60. letech podporovala příklon strany k eurokomunismu, odsoudila invazi do ČSSR. V roce 1977 se vrátila z exilu do Španělska, kde se opět stala poslankyní Cortesů.
Napsala svoji autobiografii a díla k španělské občanské válce. Je považována za jednoho z nejlepších řečníků 20. století. 27. listopadu 2000 jí město Kladno odebralo čestné občanství.